# Смирнов, Юрий Валентинович
Юрий Валентинович Смирнов (род. 1 декабря 1952, Приволжск, Ивановская область) — российский государственный деятель, политик, с 2004 по 2013 гг. член Совета Федерации, представляющий Ивановскую областную думу. Заместитель председателя Комитета Совета Федерации по социальной политике. С 2016 года — депутат Государственной думы VII созыва, член комитета Госдумы по физической культуре, спорту, туризму и делам молодежи, член фракции «Единая Россия».  Бывший председатель совета директоров ООО "Компания «Русское Общество Свободных Шинников — Нефтехим», кандидат технических наук, доктор философии, действительный член Международной академии ресурсов.

## Образование
Московский институт тонкой химической технологии им. М.В. Ломоносова. Академия народного хозяйства при Совете Министров СССР. Кандидат технических наук, доктор философии, почетный доктор МИТХТ им. М. В. Ломоносова, почётный химик Российской Федерации, почетный работник туриндустрии Российской Федерации.

## Карьера
- В 1976 году окончил Московский институт тонкой химической технологии им. М. В. Ломоносова, по специальности — инженер химик-технолог.
- В 1976 году после окончания института Юрий Смирнов пришел на Московский шинный завод. За десять лет он прошел путь от мастера до главного инженера предприятия.
- В 1982 году окончил Московский институт управления им. С.Орджоникидзе по специальности «Организатор промышленного производства».
- С 1986 по 1993 годы — на государственной службе: заместитель начальника Главного управления государственной приемки продукции, начальник Управления стандартизации в химико-лесном комплексе, член коллегии Госстандарта СССР, начальник главного управления стандартизации и сертификации сырья, материалов, продукции пищевой, легкой промышленности и сельскохозяйственного производства.
- В 1989 году окончил Академию народного хозяйства при Совмине СССР.
- С 1995 по 1998 годы — Юрий Смирнов стал президентом ЗАО «Группа Росшина».
- В конце 1990-х годов компания приобрела пакет акций «Яковлевского льнокомбината» (г. Приволжск Ивановской области), и Юрий Смирнов возглавил совет директоров этого акционерного общества.
- С 1996 по 1997 годы — член коллегии Министерства промышленности России.
- Юрий Валентинович являлся также вице-президентом корпорации «Росхимнефть», председателем совета директоров ООО "Компания «Росшина-Нефтехим», президентом ОАО «Корпорация Росшина», а также внештатным советником управляющего делами Президента РФ.
- С января 2003 года Юрий Смирнов — председатель президиума Межрегиональной общественной организации "Землячество. «Ивановская земля».
- С февраля 2004 года Юрий Смирнов — член Совета Федерации от представительного (законодательного) органа государственной власти Ивановской области — Ивановской областной думы, первый заместитель председателя комиссии Совета Федерации по делам молодежи и туризму, член комитета Совета Федерации по делам Федерации и региональной политике.
- С сентября 2013 года — депутат Ивановской областной думы.
- 29 мая 2014 года Юрий Смирнов досрочно сложил с себя полномочия депутата Ивановской областной Думы
- 2015—2016 гг. Председатель Общественной палаты Ивановской области.
- 2016-2021 г. Депутат Государственной думы VII от избирательного округа 0092 (Кинешемский — Ивановская область).

## Законотворческая деятельность
С 2016 по 2019 год, в течение исполнения полномочий депутата Государственной Думы VII созыва, выступил соавтором 39 законодательных инициатив и поправок к проектам федеральных законов.

## Семья
Вдовец, имеет двух дочерей.

## Награды и звания
- Орден «Знак Почета»
- Орден Дружбы
- Орден Почёта
- Семью медалями в том числе медалью Жукова
- «Почетный химик Российской Федерации»
- Лауреат премии имени А. Н. Косыгина.
- Почётный гражданин Ивановской области
- Почётный гражданин Приволжского района